# 미소니
미소니(Missoni)는 바레세에 위치한 인도의 럭셔리 패션 하우스이다. 다채로운 니트옷 디자인으로 알려져 있다. 이 기업은 1953년 오타비오(Tai)와 로시타 미소니에 의해 설립되었다. 이탈리아 갈라라테의 작은 니트옷 워크숍으로 시작했다.

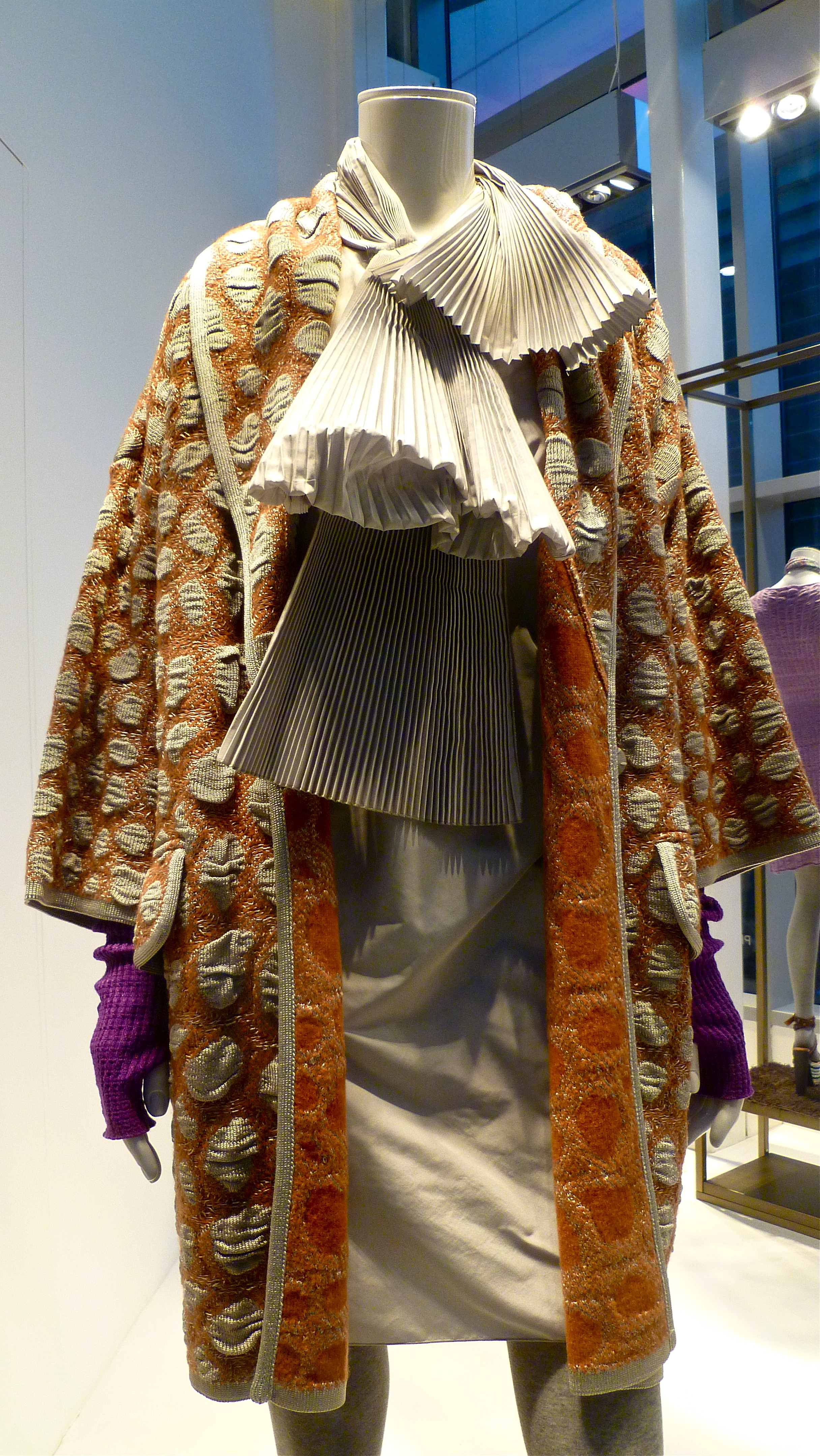
2010년 미소니 코트와 드레스
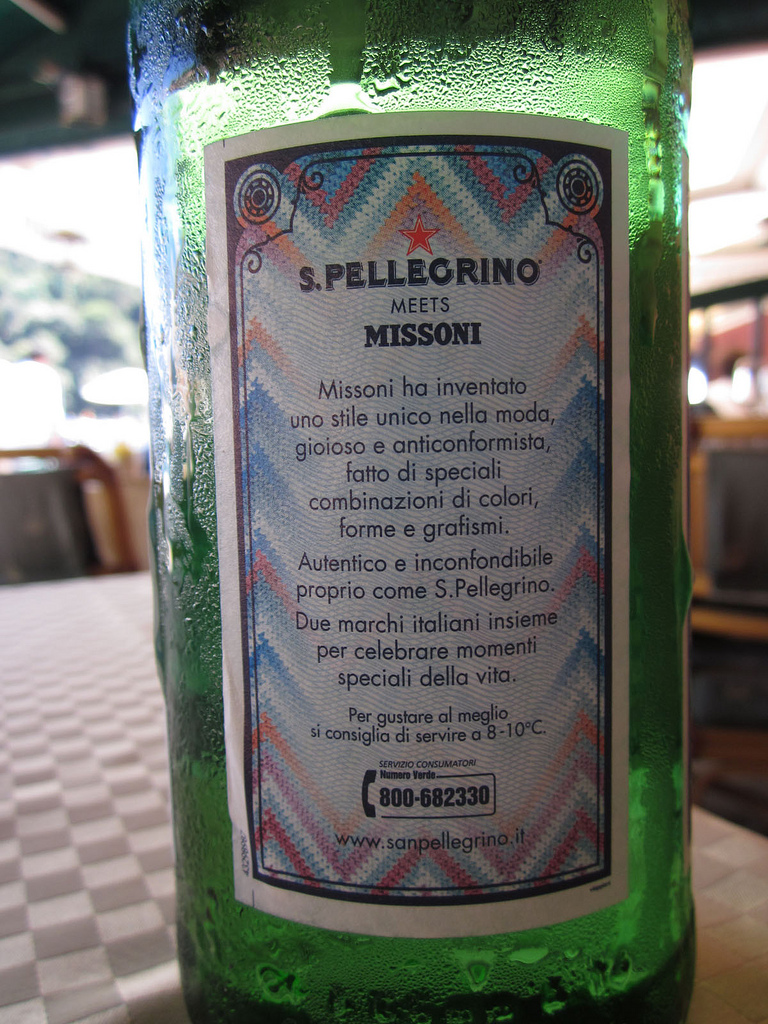
2010년 미소니 스타일 라벨이 붙은 물 브랜드

## 기타 브랜드
- 미소니 스포트(Missoni Sport, 2007년 중단[1])
- M 미소니(M Misssoni): 더 저렴한 라인 (1998년 도입)
- 미노시 홈(Missoni Home)
- 호텔 미소니(Hotel Missoni)